# Martin Flad
Martin Flad (Johann Martin Flad), né le 7 janvier 1831 à Undingen (auj. Sonnenbühl) et mort le 1er avril 1916 à Korntal, est un missionnaire protestant allemand qui fut membre de la Mission de Bâle, puis actif auprès des Juifs éthiopiens d'Abyssinie, notamment pour le compte de la London Society for Promoting Christianity Among the Jews. Il traduisit l'Ancien Testament en amharique.

## Publications
- 60 Jahre in der mission unter den Falaschas in Abessinien
- Zwölf Jahre in Abessinien, oder, Geschichte des Königs Theodoros II. und der Mission unter seiner Regierung
- ማጽሓፋ ፡ ማዝሙራት ፡ ዛዻዊት ። : ባለሳና ፡ ገአዝ ፡ ውባለሳና ፡ ኣምኃራ ።
- Man's heart either God's temple or Satan's abode, represented in 10 figures : for awakening and promoting Christian faith and life
- Helps to self-examination and prayers on different subjects : for the use of humble-minded and inquiring Jews
- Scripture with Scripture compared
- The Messianic Prophecies in Ethiopic and Amharic : with some additional passages from the ancient prophets
- A short description of the Falasha and Kamants in Abyssinia : together with an outline of the elements and a vocabulary of the Falasha-Language
- Kurze Schilderung der bisher fast unbekannten abessinischen Juden (Falascha): ihr Ursprung, Wohnort, Korperbau ... / von Martin Flad. nebst einem Unhang über die Heidnischen Kamanten in Abessinien
- The Falashas (Jews) of Abyssinia
- የትምህርት ፡ መጃመርያ ፡ እርሱም ፡ የማንበብ ፡ ማስተማርያ ፡ ባማኀርኛ ። ለሀበቫ ፡ ተማሮች ፡ ለጥቅማቸው ፡ ተጻፈች ፡ በሽቄድን ፡ ቤተ ፡ ክርስቲያንማ ፡ ባለች ፡ በሚስዮን ፡ ጉባኤ ፡ ፈቃድ ፡ ታተመች

- (avec la participation de Christa Bonland) Toute une vie pour l'Abyssinie. Biographie de la vie du missionnaire Johann Martin Flad, soixante années passées dans la mission parmi les Falashas en Abyssinie, Destinée Media, 2019, 492 p.  (ISBN 9781938367434)